# Annexatie

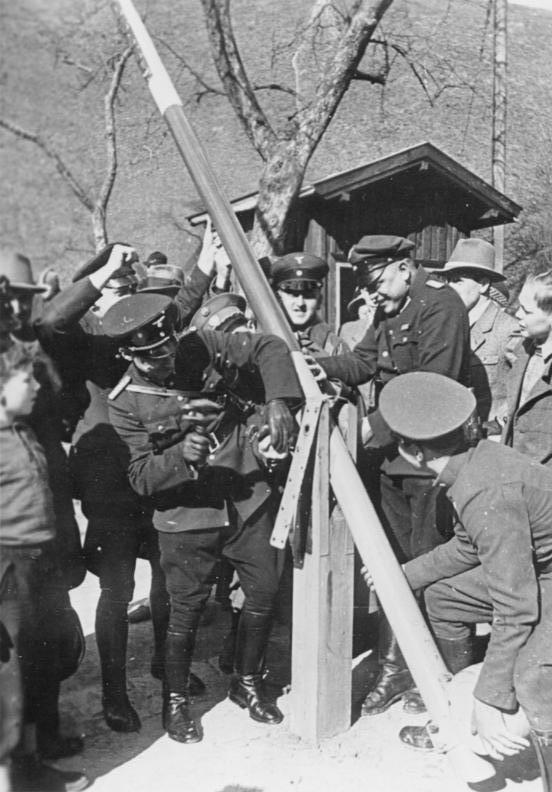
De 'Anschluss' van Oostenrijk in 1938.

Annexatie is de inlijving van een gebied in het territorium van een ander land of andere politieke entiteit.
Het woord heeft een nare bijklank omdat het onder andere gebruikt wordt voor de vijandelijke overname door een grotere of machtigere staat van een deel of heel de buurstaat. 
Annexatie kan echter ook een logisch gevolg zijn van wederzijds gemaakte afspraken, zoals bij de aansluiting van een gemeente bij een grotere gemeente. Het hoeft dus geen negatief mechanisme te zijn. Toch zien de inwoners van de opgeheven gemeente dit vaak als bedreiging.
Vanwege de negatieve klank van het woord 'annexatie' wordt in dit soort gevallen meestal de term 'aansluiting' of 'grenscorrectie' gebruikt.

## Voorbeelden uit de geschiedenis

### Pacificatie van Araucanía
De Mapuche, een oorspronkelijk Amerikaans volk, had tijdens de Spaanse kolonisatie zijn vrijheid weten te bewaren. Vanaf 1860 echter bezette Chili in etappes het gebied, waarbij veel Mapuche het leven lieten. In 1890 was het proces voltooid.

### 1871: Annexatie van Elzas-Lotharingen door het Duitse Keizerrijk
Frankrijk moest na de Frans-Duitse Oorlog in mei 1871 bij de Vrede van Frankfurt de Elzas, behalve het gebied rond Belfort en het deel van Lotharingen (het huidige departement Meurthe-et-Moselle en een aan de Elzas grenzende stukje van departement Vosges) aan het nieuwe Duitse Keizerrijk afstaan. Het zo gevormde bestuurlijke geheel werd geen bondsstaat met een eigen constitutie en soeverein, maar stond onder direct gezag van het Rijk en werd als bezet gebied bestuurd. De constitutie van het Duitse Rijk werd in 1874 ook in Elzas-Lotharingen ingevoerd. In 1877 kreeg het enige wetgevende bevoegdheid en werd een gewestelijk raadgevend orgaan ingesteld. Het gebied werd sinds 1879 als Reichsland bestuurd en in 1911 werd het gebied aan de andere Duitse staten gelijkgesteld met een eigen parlement, vlag en drie vertegenwoordigers in de Bondsraad. Na de Eerste Wereldoorlog werd bij de Vrede van Versailles de annexatie teruggedraaid maar tijdens de Tweede Wereldoorlog maakte het gebied deel uit van nazi-Duitsland waardoor het gebied tussen 1871 en 1945 in totaal vier keer geannexeerd is.

### 1898: Hawaï
Het koninkrijk Hawaï was in de jaren 1890 het eerste slachtoffer van het opkomend Amerikaanse imperialisme. De Sugar Trust, een verbond van Amerikaanse suikerplanters, zette begin 1893 koningin Liliuokalani af en benoemde rechter Sanford Dole tot leider van een voorlopige regering. De vertrekkende Republikeinse president Benjamin Harrison probeerde nog snel een annexatiewet door het Congres te jagen, maar strandde in de Senaat. Op 4 maart werd de Democraat Grover Cleveland beëdigd en binnen een week trok hij het wetsvoorstel in. Hawaï bleef een republiek totdat in 1898 de Republikeinen weer aan de macht kwamen. President William McKinley diende de wet opnieuw in. Hawaï werd een Amerikaans territorium en uiteindelijk (in 1959) de 50e staat van de VS.

### 1900: Transvaal
Op 1 september 1900 annexeerde het Verenigd Koninkrijk Transvaal ofwel de Zuid-Afrikaansche Republiek. Dit was het resultaat van de Tweede Boerenoorlog, waarin de Britten de Zuid-Afrikaanse Boeren hadden verslagen.

### 1901: Cookeilanden
De Cookeilanden werden in 1888 op eigen verzoek een Brits protectoraat. Dit moet gezien worden als een reactie op het Franse expansionisme in die jaren. In 1901 werden de eilanden onder het protectoraat van Nieuw-Zeeland gesteld, dat toen een dominion werd.

### 1910: Korea
Op 22 augustus 1910 werd het Japan-Korea Annexatieverdrag getekend. Dit betekende het einde van de Joseondynastie die Korea sinds 1392 geregeerd had. Sinds de Eerste Chinees-Japanse Oorlog van 1895-96 stond Korea al onder Japanse hegemonie en nadat de keizer Gojong van Korea drie diplomaten naar de Vredesconferentie van Den Haag van 1907 had gestuurd, werd het land tot protectoraat gedegradeerd en in 1910 geannexeerd. Na de Tweede Wereldoorlog stond het noorden van het land onder controle van de Sovjet-Unie en het zuiden onder dat van de Verenigde Staten. In 1948 ontstonden het communistische Noord-Korea en het kapitalistische Zuid-Korea.

### 1919: Annexatie van Duits gebied door België
Na de Eerste Wereldoorlog werd in 1919 bij de grens tussen beide landen Duits gebied aan België toegevoegd: het Duitstalig gedeelte van de Oostkantons. Deze grensverschuiving maakte deel uit van de algemene herindeling van Europa bij de Vrede van Versailles. Het gebied van Neutraal Moresnet ging op in België. Het Duits gebied werd opgenomen in Franstalig België; Frans werd de officiële taal en werd in de scholen onderwezen. Tijdens de Tweede Wereldoorlog werd de annexatie teruggedraaid en maakte het gebied weer deel uit van Duitsland. Bij de staatshervormingen na de oorlog werd het Duits als officiële landstaal erkend en werd de Duitstalige Gemeenschap gecreëerd. Deze gemeenschap maakt deel uit van het Waals Gewest en de provincie Luik. Alle gemeenten in het gebied zijn faciliteitengemeenten met faciliteiten voor Franstaligen.

### 1938: Annexatie van het Sudetenland door nazi-Duitsland
De na de Eerste Wereldoorlog ontstane Eerste Tsjecho-Slowaakse Republiek had een grote Duitse minderheid van ca. 3 miljoen zogenaamde Sudeten-Duitsers. Het groeiend nationalisme onder de Sudetenduitsers uitte zich in de beweging van Konrad Henlein, die aangemoedigd door Adolf Hitler steeds radicalere eisen van Duits zelfbestuur stelde. Hierdoor gesteund, eiste Hitler in 1938 de annexatie van het Sudetenland. Het Verenigd Koninkrijk, Frankrijk en Italië stemden hier op de Conferentie van München mee in. Tsjecho-Slowakije verloor het Sudetenland aan Duitsland, Teschen aan Polen en een strook land aan Hongarije.

### Overige annexaties tot 1941
- 1919: Annexatie van Zuid-Tirol door Italië
- 1938: Annexatie van Oostenrijk door Duitsland (Anschluss)
- 1940: Annexatie van Bessarabië, Estland, Letland en Litouwen door de Sovjet-Unie

### 1946: Annexatie van Duitse gebieden door Nederland
Ter compensatie van de geleden oorlogsschade wilde Nederland grote delen van Duitsland annexeren, onder gelijktijdige verdrijving van de daar levende Duitse bevolking.
De oorspronkelijke eis van de Nederlandse regering - annexatie van 4986 km² Duits gebied - werd in 1946 door de geallieerden verworpen. Daarop kwam de Nederlandse regering (kabinet-Beel I) in 1947 met een bescheidener voorstel, waarin nog "slechts" aanspraak op een gebied van 1840 km² werd gemaakt. Uiteindelijk kwam het op 23 april 1949  tot de annexatie van 69 km² Duits gebied, waardoor de gemeenten Selfkant (hoofdplaats Tüddern) en Elten Nederlands werden. Daarnaast vonden er talrijke grenswijzigingen, met name in de buurt van Arnhem en Dinxperlo (Suderwick) plaats. Na lange onderhandelingen en de betaling van 280 miljoen Duitse mark, werd het overgrote deel van de geannexeerde gebieden in augustus 1963 weer onderdeel van de Duitse Bondsrepubliek.

### 1975: Annexatie van Oost-Timor door Indonesië
Oost-Timor werd na de invasie van 1975 door Indonesië geannexeerd. Het kreeg de naam Timor Timur en werd door Indonesië als de 27e provincie van het land beschouwd. De Indonesische aanspraken op Oost-Timor werden nooit door de Verenigde Naties erkend. De bevolking van Oost-Timor verzette zich tegen de Indonesische strijdkrachten en voerde een langdurige guerrillastrijd. Onder binnenlandse en buitenlandse druk werd in 1999 een referendum gehouden, waarin Oost-Timor de keuze kreeg tussen òf meer zelfbestuur binnen Indonesische grenzen òf totale onafhankelijkheid. Ondanks intimidaties door het Indonesische leger en de pro-Indonesische milities stemde 78,5% van de bevolking vóór onafhankelijkheid. Dit leidde uiteindelijk tot de volledige onafhankelijkheid van de Democratische Republiek Oost-Timor in 2002.

### Overige annexaties sinds 1948
- 1950: Annexatie van de Westelijke Jordaanoever en Oost-Jeruzalem door Transjordanië
- 1951: Annexatie van Tibet door de Volksrepubliek China
- 1961: Annexatie van Portugees-Indië door India
- 1961: Annexatie van Eritrea door Ethiopië
- 1969: Annexatie van Westelijk Nieuw-Guinea door Indonesië
- 1975: Annexatie van Sikkim door India
- 1975: Annexatie van Cabinda door Angola
- 1975: Annexatie van Westelijke Sahara door Marokko
- 1980: Annexatie van Oost-Jeruzalem door Israël
- 1981: Annexatie van de Golanhoogten door Israël
- 1990: Annexatie van Koeweit door Irak
- 2014: Annexatie van de Krim door Rusland

## Annexatie van gemeenten
Ook als een gemeente wordt toegevoegd aan een nabijgelegen grotere gemeente of stad wordt van annexatie gesproken. Veel grote steden hebben kunnen groeien dankzij annexatie van de omliggende plattelandsgemeenten. Een goed voorbeeld is het Nederlandse Hoogland, dat in de jaren 70 van de 20e eeuw geannexeerd werd door Amersfoort. Hoogland, dat eerst een plattelandsgemeente was met twee dorpen en een uitgestrekt buitengebied, is nu een onderdeel van een groeistad met twee Vinex-wijken. Een ander voorbeeld is de Brabantse gemeente Helmond, dat in de jaren 60 van de 20e eeuw Brouwhuis, Mierlo-Hout en Stiphout annexeerde. Plannen in de jaren 90 om ook Aarle-Rixtel te annexeren mislukten; Aarle-Rixtel ging op 1 januari 1997 op in de gemeente Laarbeek.
De bewoners van landelijke gemeenten zijn vaak niet blij met annexatie. In hun ogen krijgt men nu in plaats van een gemeentehuis dichtbij en een gemeentebestuur dat oog voor het dorp heeft, te maken met een op grotere afstand staand bestuur in een nabijgelegen stad, dat bovendien in de eerste plaats naar de stadsbelangen kijkt. Bewoners van een conservatieve rechts stemmende plattelandsgemeente zullen niet blij zijn door een grote links stemmende stad te worden geannexeerd, uit vrees voor hogere gemeentelijke belastingen en minder oog voor het landelijke karakter van de niet-stedelijke kernen.
Soms laten gemeenten zich vrijwillig annexeren. Dit was in 1921 bijvoorbeeld het geval met de gemeente Ransdorp die zich vrijwillig liet annexeren door de gemeente Amsterdam, omdat Ransdorp zelf niet de middelen had om de schade die de stormvloed van 1916 had veroorzaakt, te herstellen. Voorwaarde was wel dat Amsterdam zou zorgen voor een goede infrastructuur. Dit verklaart dat het beschermde gebied Landelijk Noord tot de dag van vandaag bij de gemeente Amsterdam hoort, terwijl het geen mogelijkheden voor uitbreiding biedt.
Ook industrie is verantwoordelijk voor de annexatie van kleinere gemeentes. In België hebben verschillende polderdorpen (bijvoorbeeld Wilmarsdonk) plaats moeten maken voor de uitbreiding van de Antwerpse Haven. Het ingelijfde gebied kwam daardoor automatisch onder het Antwerpse stadsbestuur te staan. Toen de haven ook op de Linkeroever begon uit te breiden hebben de gemeenten daar zich verzet tegen de annexatie. Zo zal het Deurganckdok in Doel wel behoren tot de Antwerpse Haven, maar niet tot de stad Antwerpen.